# 化學工程師 (雜誌)
《化學工程師》（英語：The Chemical Engineer）是由化學工程師學會（IChemE）出版的化學工程技術和新聞月刊雜誌。

## 外部連結
- 官方網站 （页面存档备份，存于）